# اورو-نیمینی چاگنیرو
اورو-نیمینی چاگنیرو (فرانسوی: Ouro-Nimini Tchagnirou‎؛ زادهٔ ۳۱ دسامبر ۱۹۷۷) بازیکن فوتبال اهل توگو است.
وی همچنین در تیم ملی فوتبال توگو بازی کرده‌است.